# شبكة حرارية مارستال

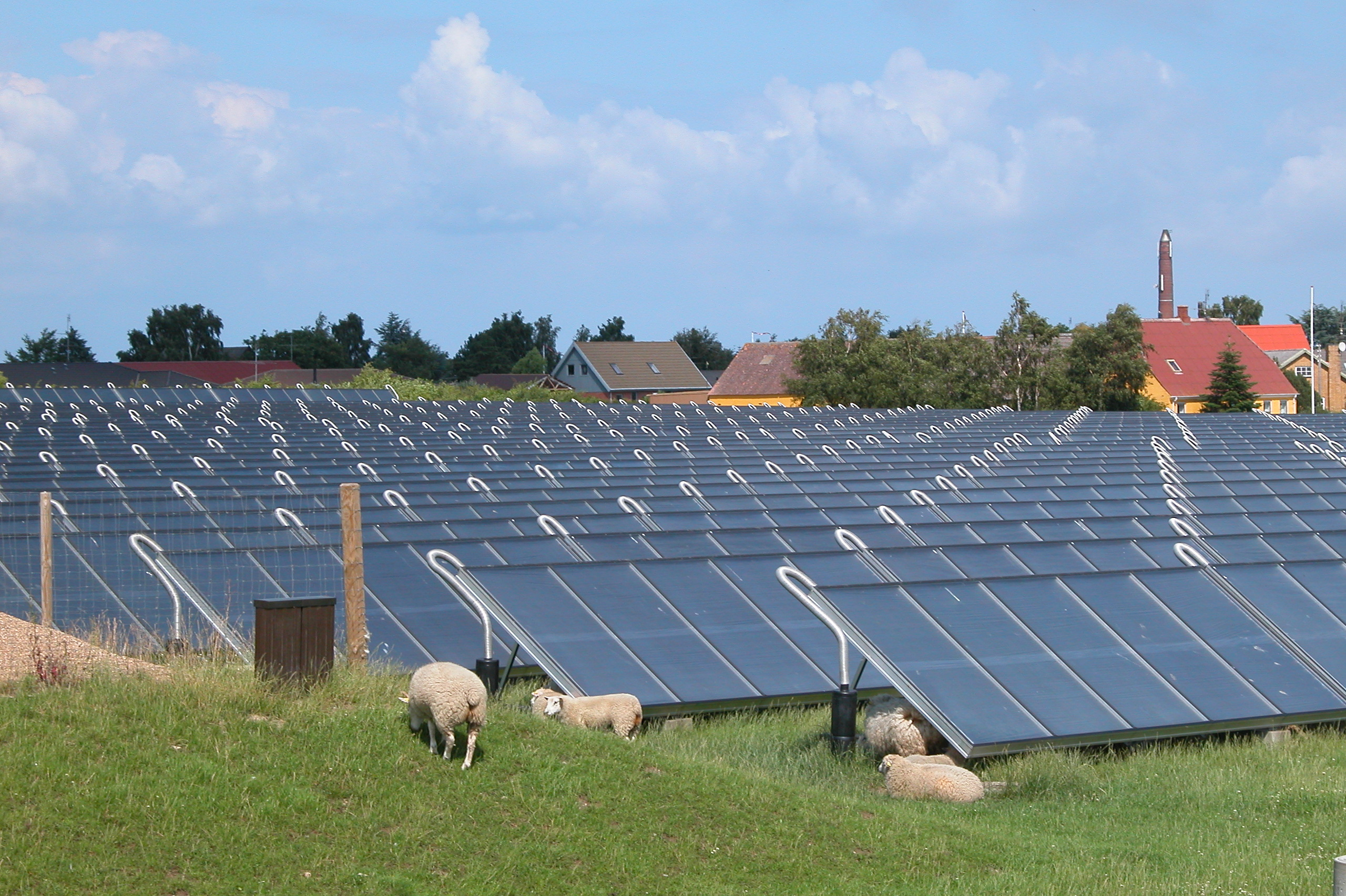
النظام الحراري الشمسي لشبكة التدفئة Marstal

الشبكة الحرارية مارستال Marstal Heat Network (الدنماركية: Marstal Fjernvarme ) هي شبكة حرارية تعمل بالطاقة المتجددة في مدينة مارستال الدنماركية.  يتم تغذية النظام ، الذي يشار إليه في المنشورات العلمية  على أنه شبكة تدفئة محلية  وشبكة تدفئة بعيدة   ، ويعتمد  هذا النظام على توزيع الماء الساخن المتولد من استعلال الأشعة الشمسية والكتلة الحيوية ومضخة حرارية كبيرة . كان النظام في بعض الأحيان أكبر مشروع تدفئة محلية تعمل بالطاقة الشمسية في أوروبا. 2013 ، تم تسليم 32 جيجاوات ساعة من الحرارة المتجددة للعملاء ، وصدر بيان بأن تقدر التغطية الشمسية بحوالي 55 ٪ .

## التاريخ والتكنولوجيا

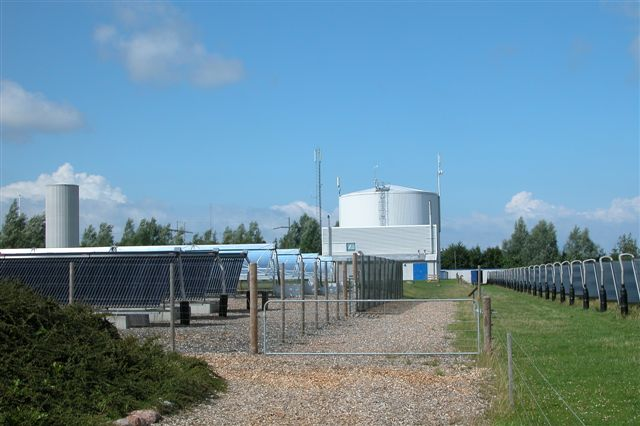
أنظمة الطاقة الشمسية الحرارية لشبكة التدفئة ، في الخلفية الخزان الصلب الذي يخزن الماء الساخن

تمتلك بلدة مارستال شبكة تدفئة محلية منذ عام 1962. وتم تحويل ذلك  إلى طاقات متجددة في عدة خطوات. في عام 1996 ، تم بناء أول نظام حراري شمسي مفتوح بمساحة كلية 8000 متر مربع وتم تركيب نظام تخزين لتدفئة المنطقة في تصميم خزان فولاذي بسعة 2100 متر مكعب في نفس الوقت. في عام 2003 ، تمت زيادة مساحة المجمع الشمسي إلى 18300 متر مربع وتم بناء خزان مياه بخزان أرضي بسعة 10.000 متر مكعب. سمح هذا بتخزين حوالي 30 % في السنة للاحتياج البالغ  28 مليون كيلوواط ساعة من الحرارة المطلوبة في ذلك الوقت ؛ مغطاة بالنظم الشمسية. في عام 2012 ، تم توسيع النظام الشمسي مرة أخرى إلى 33.300 متر مربع ، مما أعطى النظام ناتجًا حراريًا اسميًا قدره 23.4 ميجاوات.  بالإضافة إلى ذلك ، تم بناء خزان أرضي آخر بسعة 75.000 متر مكعب. إجمالاً ، يمتلك الخزانان الجوفيان سعة تخزين تبلغ 638 و 6960 ميجاوات ساعة على التوالي ؛ تكلفتها ما يعادل حوالي 400 يورو / ميغاواط ساعة. بلغت تكاليف تركيب آخر أنظمة الطاقة الشمسية الحرارية 175 يورو / متر مربع. هذا يعني أن تكاليف إنتاج الحرارة هي بين 3 - 4 سنت أمريكي / كيلو وات ساعة ، مما يعني أن النظام منافس اقتصاديًا دون دعم حكومي.
في الوقت نفسه ، تم تركيب محطة مشتركة للحرارة والطاقة ، والتي تحتوي على غلايات بقدرة حرارية تبلغ 4 ميجاواط. يتم توليد 750 كيلوواط من الطاقة الكهربائية باستخدام عملية دورة رانكين العضوية ، ويتم تغذية الحرارة المتبقية في شبكة التدفئة المحلية. الجديد أيضًا هو تركيب مضخة حرارية ضغط بقدرة كهربائية تبلغ 500 كيلوواط وناتج حراري 1.5 ميغاواط. كما تتوفر أيضًا غلاية ذات حمولة قصوى بقدرة 18.3 ميجاواط تعمل بالزيت النباتي كإجراء وقائي.

## التشغيل
في الصيف ، تغطي الأنظمة الحرارية الشمسية كامل متطلبات الحرارة في الشبكة. في الوقت نفسه ، يتم تخزين فوائض الحرارة الشمسية التي تحدث في صهاريج تخزين الطاقة الحرارية الأرضية لفصلي الخريف والشتاء. يمكن تشغيل المضخة الحرارية بشكل متغير كنظام تحويل الطاقة إلى حرارة وتستخدم على وجه الخصوص عندما تكون أسعار الكهرباء منخفضة. في فصل الشتاء ، تستخدم أيضًا الحرارة المتبقية من صهاريج التخزين تحت الأرض عندما تنخفض درجة حرارتها إلى ما دون درجة حرارة الشبكة. يتم استخدام غلاية الكتلة الحيوية أيضًا في فصل الشتاء لتزويد الكهرباء والتدفئة. إذا لزم الأمر ، يمكن استخدامه أيضًا لإعادة تسخين الحرارة الشمسية المخزنة موسمياً.

## روابط انترنت
- موقع المشغل
- قائمة مرتبة لمحطات التدفئة الشمسية الأوروبية على نطاق واسع نسخة محفوظة 14 ديسمبر 2017 على موقع واي باك مشين.
- محطة ضخ وتخزين الطاقة الكهرومائية